# H. Craig Severance
Harold Craig Severance, född den 1 juli 1879 i Chazy i New York i USA, död den 2 september 1941 i Neptune Township i New Jersey i USA, var en amerikansk arkitekt, främst känd för att ha ritat Nelson Tower, 40 Wall Street, Montague-Court Building och Taft Hotel.

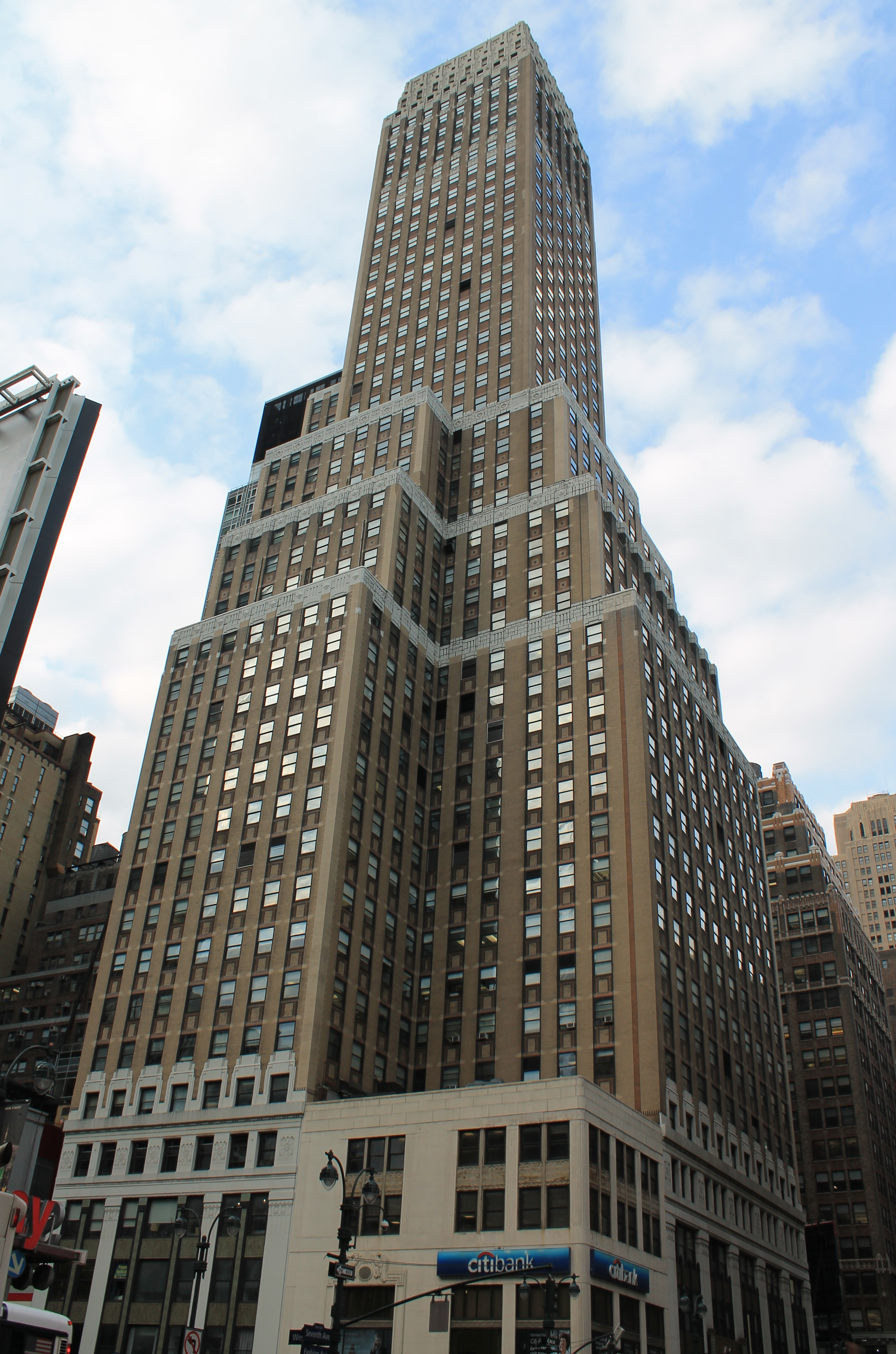
Severance ritade Nelson Tower i New York.